# Министерство социального обеспечения и развития Филиппин
Министерство социального обеспечения и развития Филиппин ответственность за защиту права филиппинцев на социальное обеспечение и за содействие социальному развитию.

## История
- 1915 Общественный совет благосостояния
- 1921 Бюро социального обеспечения при Министерстве народного просвещения.
- 1939 Департамент здравоохранения и социальной защиты населения
- 1947 Комиссия социального обеспечения при Администрации Президента
- 1968 Департамент социальной защиты населения
- 1976 Департамент социального обеспечения и развития
- 1978 Министерство социального обеспечения и развития